# SN 2001ai
SN 2001ai – supernowa typu Ic odkryta 28 marca 2001 roku w galaktyce NGC 5278. W momencie odkrycia miała maksymalną jasność 17,60m.